# Духови прошлости (филм из 2000)
Духови прошлости (енгл. What Lies Beneath) је трилер-хорор филм из 2000. године, који је режирао Роберт Земекис. Главне улоге играју: Харисон Форд и Мишел Фајфер. Филм је изашао у 2.813 биоскопа широм Северне Америке и зарадио је преко 291 милиона долара, што га чини десетим најуспешнијим филмом из 2000. године. Добио је мешане критике, али је био номинован за три награде Сатурн.

## Радња
Прошло је годину дана откако је др Норман Спенсер (Харисон Форд) преварио своју лепу жену Kлер (Мишел Фајфер). Пошто Kлер не зна ништа о томе, а и афера је окончана, Норманов брак и живот делују савршено и то у толикој мери да, кад му Kлер саопшти да чује тајанствене гласове и да види дух једне младе жене у њиховој кући, он њен све већи страх приписује халуцинацијама. Ипак, како се Kлер све више приближава истини, постаје све јасније да се ова утвара не може заташкати и да се вратила по др Нормана и његову лепу жену.

## Улоге
| Глумац         | Улога                  |
| -------------- | ---------------------- |
| Мишел Фајфер   | Клер Спенсер           |
| Харисон Форд   | др Норман Спенсер      |
| Дајана Скарвид | Џоди                   |
| Миранда Ото    |                        |
| Џејмс Ремар    |                        |
| Венди Крусон   | Елена                  |
| Реј Бејкер     | др Стен Пауел          |
| Микол Маркурио | госпођа Френк          |
| Кетрин Таун    | Кејтлин Спенсер        |
| Амбер Валета   | Медисон Елизабет Френк |